# Jackie Arklöv

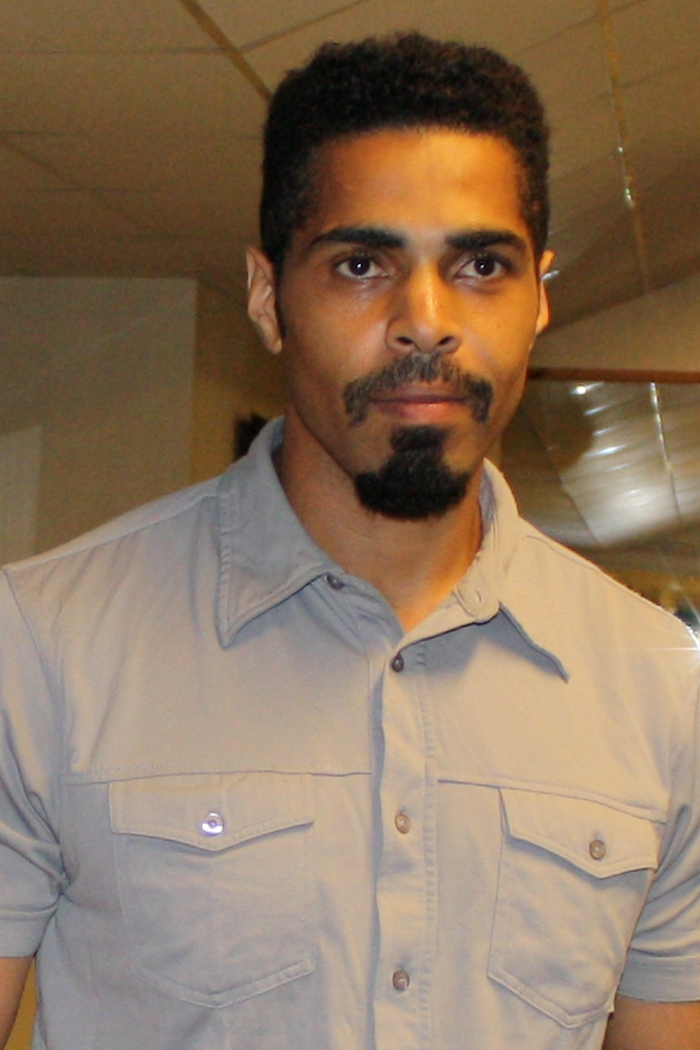
Jackie Arklöv, 2009

Jackie Banny Arklöv (* 6. Juni 1973 in Liberia) ist ein schwedischer verurteilter Raubmörder und Kriegsverbrecher. Er war als Söldner an den Kriegsverbrechen während der Jugoslawienkriege beteiligt. Nach einem Banküberfall ermordete er 1999 mit zwei Komplizen einen Polizisten.

## Kindheit
Arklöv wurde 1973 in Liberia geboren, sein Vater war deutscher Staatsangehöriger. Im Alter von drei Jahren wurde er von einem schwedischen Paar adoptiert und wuchs im lappländischen Dorf Ankarsund auf.
Arklöv war angeblich das einzige Adoptivkind in der Stadt; es sei ihm schwer gefallen, sich als Erwachsener einzufügen, da er gemobbt wurde. Arklöv sagte bei der Polizei aus, dass seine Adoptiveltern ihn regelmäßig körperlich bestraft hätten.
In seiner Jugend entwickelte er ein starkes Interesse am Nationalsozialismus und am Zweiten Weltkrieg.

## Jugoslawienkrieg
Arklöv nahm ab dem 19. Lebensjahr als Söldner auf kroatischer Seite am Krieg in Jugoslawien teil. Er war zu dieser Zeit ein überzeugter Neonazi, studierte die faschistische Ustascha und war fasziniert von deren extrem gewalttätigem Ruf.
Er wanderte aus Schweden aus, um sich der französischen Fremdenlegion anzuschließen, aber als er hörte, dass sie an keinen Kriegen teilnahmen, fuhr er nach Jugoslawien, wo er sich einer kroatischen Neo-Ustascha-Einheit „für besondere Zwecke“ namens Ludvig Pavlović anschloss. Er führte ein Kriegstagebuch, das nicht veröffentlicht wurde. Er nahm an schweren und gewalttätigen Kämpfen teil und verübte Verbrechen gegen Zivilisten in Dörfern.
Der schwedische Journalist Magnus Sandelin schrieb ein Buch über Arklöv mit dem Titel Der schwarze Nazi (Den Svarte Nazisten), in dem er dessen Kindheit und Zeit im Krieg beschrieb. Sandelin ist einer der wenigen Reporter, die Zugriff zu Material aus dem Kriegstagebuch hatten, und schrieb, Arklöv habe an der ethnischen Säuberung von Städten teilgenommen, auf die Seiten seines Tagebuches Hakenkreuze gekritzelt und ein kurzes Wörterbuch mit Beleidigungen seiner Opfer verfasst. Zu Weihnachten schickte er seiner Familie einmal ein Paket nach Hause, das die Kopfbedeckung eines getöteten Soldaten enthielt.
Arklöv wurde kurz nach Beendigung der Kämpfe verhaftet, als er über die bosnische Grenze ging. Er wurde wegen Kriegsverbrechen angeklagt, darunter die Folterung gefangener schwangerer bosniakischer Frauen in den Internierungslagern Gabela, Dretelj und Grabovina. Unter anderem hatte er eine Frau gezwungen, Allahu akbar zu sagen, bevor er sein Gewehr in ihren Mund schob. Er peitschte Gefangene mit einem Waffen-SS-Gürtel und missbrauchte schwangere Mädchen. Durch Folter brach er den Gefangenen die Arme und Beine.
Die Gefangenen in den Lagern nannten Arklöv wegen seiner schwarzen Uniform und seiner Hautfarbe „den schwarzen Teufel“. Wenn Zivilisten unter Folter gezwungen wurden, sich vor Arklöv zu demütigen, ihm aber nicht gehorchten, traten andere Wachen ein und sagten den Opfern, sie sollten „tun, was er sagt, oder er wird dich töten, er ist total verrückt“ und lachten.

## Nach dem Krieg
Nach dem Krieg wurde Arklöv von einem bosnischen Gericht zu einer dreijährigen Freiheitsstrafe verurteilt. Er verbrachte ein Jahr in einem bosnischen Gefängnis, kehrte aber nach einem vom schwedischen Roten Kreuz organisierten Gefangenenaustausch nach Schweden zurück. In Schweden wurde er in Gewahrsam genommen, aber nach einer Weile mangels Beweisen freigesprochen.
Während seiner Haft in Schweden erhielt Arklöv mehrere Briefe von dem Neonazi Tony Olsson, der eine neue militante Neonazi-Organisation gründete und, beeindruckt von Arklövs Kriegserfahrung, wollte, dass er dieser beitritt. Nach ihrer Freilassung trafen sich Arklöv und Olsson mit den anderen Mitgliedern der neu gegründeten NRA (Nationalistiska Republikanska Armén, „die nationalistische republikanische Armee“), darunter Andreas Axelsson und Mats Nilsson.
Am 28. Mai 1999 beraubten Arklöv, Axelsson und Olsson die Östgöta Enskilda Bank in Kisa.
Olsson wartete, mit einer Uzi-Maschinenpistole bewaffnet, vor der Bank, während Arklöv und Axelsson die Bank betraten und den Mitarbeitern befahlen, die Tresore zu öffnen. Da der Tresor verschlossen war, mussten die Räuber 12 Minuten warten, bevor sie die Bank mit über zwei Millionen Kronen verließen. Während ihrer Flucht folgte ihnen der Polizist Kennet Eklund in seinem Auto. Die Räuber entdeckten ihn und eröffneten das Feuer, zwei Handgranaten wurden gegen sein Auto geworfen. Beide Handgranaten explodierten, aber Eklund kam ohne Verletzungen davon, während die Räuber ihre Flucht fortsetzten. Ungefähr 10 Minuten später entdeckten zwei Polizisten das Fahrzeug der Räuber und folgten ihnen. Bei einem Halt wurden beide Polizisten mit ihren eigenen Waffen erschossen.

## Prozess
Während des Prozesses behauptete Arklöv, unschuldig zu sein, da er sich in Stockholm aufgehalten habe. Seine Fingerabdrücke waren jedoch auf der Waffe und seine DNA auf einer Maske und im Fluchtauto entdeckt worden.
Danach gestand er den Raub in Kisa, bestritt aber weiterhin, die Polizisten getötet zu haben. Das Gericht konnte nicht beweisen, wer von den drei Tätern die tödlichen Schüsse abgefeuert hatte, und verurteilte alle drei wegen Mordes zu lebenslangen Freiheitsstrafen. Das Urteil wurde vor einem Berufungsgericht angefochten, und Arklöv bestritt weiter, dass er etwas mit den Morden zu tun gehabt habe. Das Berufungsgericht bestätigte das Urteil der ersten Instanz und verurteilte alle drei zu einer lebenslangen Freiheitsstrafe  Arklöv gestand später, die Polizisten getötet und mehrere Kriegsverbrechen in Bosnien begangen zu haben.
Im März 2004 veröffentlichte der Dagens-Nyheter-Journalist Maciej Zaremba einen Artikel, in dem er die Schließung des Falls über Arklövs Kriegsverbrechen nach seiner Rückkehr aus Bosnien nach Schweden scharf kritisierte. Außerdem gelang es ihm, mehrere Zeugen und Opfer von Arklöv zu finden. 2004 nahm die Staatsanwaltschaft die Ermittlungen wieder auf; der Prozess wurde am 10. November 2006 eröffnet. Mehrere Zeugen und Opfer von Arklövs Verbrechen wurden angehört. Die Richter entschieden am 18. Dezember 2006, dass Arklöv der unrechtmäßigen Inhaftierung, Folter und Körperverletzung von 11 bosnisch-muslimischen Kriegsgefangenen und Zivilisten, der ethnischen Säuberung, Plünderung und willkürlichen Inhaftierung von Menschen schuldig sei. Er wurde angewiesen, 11 Opfern zwischen 70.000 und 425.000 Kronen (7.700 bis 47.000 Euro) zu zahlen.
Im Oktober 2010 beantragte Arklöv eine zeitlich begrenzte Haftstrafe, die jedoch abgelehnt wurde.